# Fysiolys

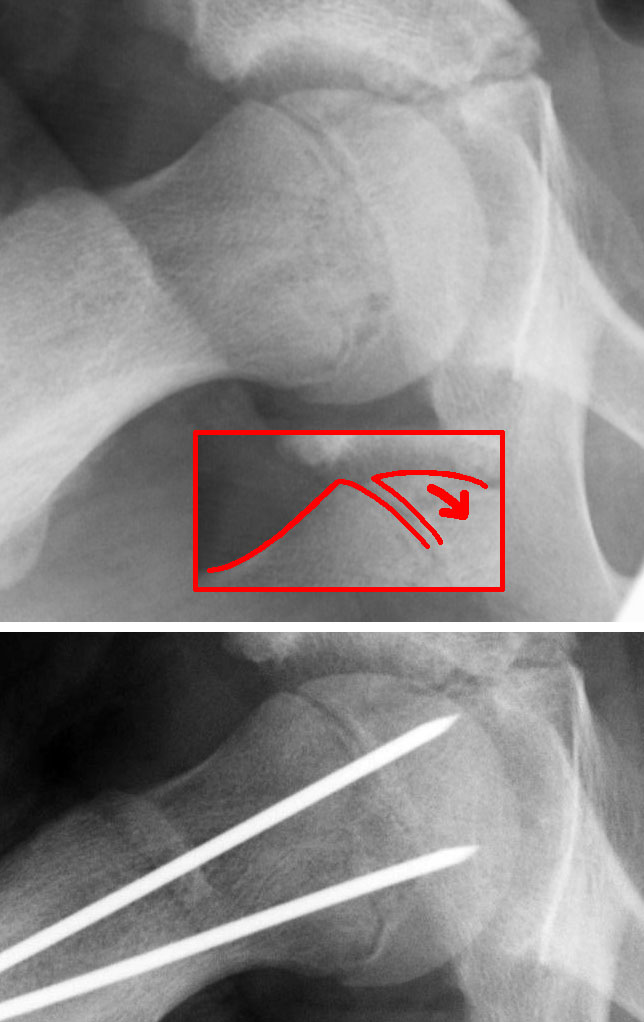
Röntgen av en fysiolys, före och efter kirurgisk fixering.

Fysiolys (eller epifysiolys) är en fraktur genom den proximala tillväxtplattan på lårbenet, vilket resulterar i glidning av den överliggande änden. Lårbens-epifysen sitter då kvar i acetabulum, medan metafysen (mer distala lårbenet) rör sig i en främre riktning med extern rotation.